# Булякай (Кармаскалинський район)
Буляка́й (рос. Булякай, башк. Бүләкәй) — присілок у складі Кармаскалинського району Башкортостану, Росія. Входить до складу Підлубовської сільської ради.
Населення — 129 осіб (2010; 162 в 2002).
Національний склад:
- башкири — 39 %
- татари — 31 %

## Відомі особистості
У поселенні народився:
- Абдеєв Назір Закірович (* 1934) — башкирський співак, народний артист Башкирії